# The Last Voyage
 The Last Voyage és una pel·lícula estatunidenca de 1960 escrita i dirigida per Andrew L. Stone. La protagonitzen Robert Stack i Dorothy Malone. El guió se centra en l'enfonsament d'un envellit transatlàntic en l'oceà Pacífic després d'una explosió en la sala de calderes. Hi ha algunes similituds de trama amb el desastre del transatlàntic italià SS Andrea Doria, que es va enfonsar després d'una col·lisió quatre anys abans.

## Argument
La pel·lícula comença amb una vista del SS Claridon , i com un narrador afirma "El SS Claridon , un vaixell orgullós, un vaixell venerable, però com els vaixells, un vell vaixell. Un vaixell molt vell. Durant trenta-vuit anys, ha aguantat tot allò que els elements podrien llançar-li. Tifons, boires espesses, la calor que crema dels tròpics. Ara farà només cinc travessies més. Després un vaixell nou, una bellesa prendrà el seu lloc. Aleshores el Claridon passarà a l'oblit. Té una cita amb el desballetament. Però, és una cita que no li passarà. Per això aquest és el seu últim viatge."
Cliff i Laurie Henderson i la seva filla Jill s'estan traslladant a Tòquio i decideix anar-hi a bord del vaixell. Un foc en la sala de calderes s'extingeix de pressa, però unes quantes vàlvules de seguretat s'han fos. Quan el cap d'enginyers Pringle intenta obrir-ne una, una explosió enorme s'estripa a través de la sala i les moltes cobertes situades damunt, que els mata a ell i alguns dels passatgers i que atrapa Laurie sota una biga d'acer en la seva habitació, a més a més a provocar el pànic, i obrir un forat enorme en el costat del vaixell
La pel·lícula estava originalment pensada per ser rodada en Cinemascope a la costa d'Anglaterra, però es va filmar gairebé tota en el Mar del Japó davant la costa d'Osaka. El vaixell utilitzat a la pel·lícula era el llegendari transatlàntic de luxe francès SS Ile de France, que havia estat en servei des de 1927 fins a 1959, quan es va vendre a un desballestament japonès. Els seus anteriors propietaris inicialment van intentar bloquejar el lloguer del vaixell (per a 1,5 milions de dòlars),), però van retirar la seva oposició quan MGM va acceptar no identificar el vaixell amb el seu nom original en la publicitat de la pel·lícula.
El vaixell va ser remolcat a aigües poc profundes, on els rajos d'aigua disparaven al vaixell des de vaixells contraincendis inundant compartiments i el feia aparèixer com que s'estava enfonsant. La xemeneia es va estavellar contra el pont de comandament i els interiors Art Déco van ser destruïts per explosius. Com que les aigües del mar del Japó estaven infestades de meduses verinoses, l'escena final dels bots salvavides es va rodar a Santa Monica, Califòrnia.

## Premis i nominacions

### Nominacions
- 1961. Oscar als millors efectes visuals